# وورتیجن نپارووک
وورتیجن نپارووک (به انگلیسی: Voretigene neparvovec) که با نام تجاری لوکستورنا (به انگلیسی: Luxturna) به فروش می‌رسد، یک داروی ژن درمانی برای درمان بیماری لبر(LCA) آموروزیس مادرزادی است.
آموروز مادرزادی لبر یا بیماری ارثی شبکیه یک اختلال ارثی است که باعث بروز نابینایی پیشرونده می شود. وورتیجن نپارووک اولین درمان موجود برای این بیماری است.  ژن درمانی یک درمان قطعی برای این بیماری نیست اما به طور قابل توجهی بینایی را در افرادی که تحت درمان قرار می‌گیرند بهبود می‌بخشد.  نحوه اعمال این دارو به صورت تزریق زیر شبکیه است.
این دارو برای مصارف پزشکی در دسامبر ۲۰۱۷ در ایالات متحده ، در اوت ۲۰۲۰ در استرالیا  و در اکتبر ۲۰۲۰ در کانادا تایید شد. وورتیجن نپارووک اولین ژن درمانی درون‌تنی است که توسط سازمان غذا و داروی ایالات متحده (FDA) تایید شده است.